# ورنر اکمن
ورنر اکمن (انگلیسی: Werner Ekman; ۱۵ مهٔ ۱۸۹۳ – ۳ اکتبر ۱۹۶۸) ورزشکار ورزش تیراندازی اهل فنلاند بود.
وی در مسابقات کشوری و بین‌المللی در مجموع برندهٔ ۱ مدال برنز شده‌است.